# Command & Conquer: Generals
Command & Conquer: Generals (с англ. — «Командуй и завоёвывай: Генералы»)— компьютерная игра в жанре стратегии в реальном времени, разработанная EA LA и изданная компанией EA Games для платформ Windows и MacOS в 2003 году. Игра является частью серии Command & Conquer. Игра была портирована и выпущена на платформе Mac OS X компанией Aspyr Media в 2005 году.
Сюжет игры происходит в ближайшем будущем, где мир погрузился в войну между тремя противоборствующими сторонами: США, Китай и «Global Liberating Army» (GLA) (в переводе с англ. — «Глобальная армия освобождения» (ГАО)). США и Китай объединяют силы, чтобы противостоять экспансии GLA по всему миру.
Игра получила в целом положительные отзывы от критиков из-за возможностей движка SAGE — графики, визуальных эффектов, физики и дизайна карт. Большинство рецензентов подвергло критике одиночную кампанию, сославшись на её небольшую продолжительность, незапоминающийся сюжет и отсутствие связующего элемента.

## Игровой процесс
Command & Conquer: Generals является стратегией в реальном времени, где игрок может взять на себя командование войсками одной из фракции (GLA, Китай, США), и действие игры будет разворачиваться в ближайшем будущем. В отличие от игр своих предшественников по серии C&C, в Command & Conquer: Generals будут только «supply depots» (в переводе с англ. — «склады снабжения») которые размещены рядом с базой и разбросаны по карте, а сбором этих ресурсов будет заниматься специальная техника (вертолёт «Чинук» у США, грузовик у Китая, и рабочий у GLA). Для дополнительного финансирования каждая из трёх сторон может использовать преимущества: США — зону сброса, Китай — хакерство, GLA — чёрный рынок. Для строительства и ремонта зданий используется специальный юнит — бульдозер (у США и Китая), и рабочий у GLA. Основным нововведением стало возможность строительства в любой точке на карте, без привязки к рядом стоящему зданию.
Каждая из трёх сторон имеет свои преимущества: США — технологичны, для возведения определённых зданий необходимо электричество, имеют мощные, но дорогие войска, возможность использовать спутник-шпион, для открытия небольшого участка карты; Китаю тоже необходимо электричество, а их главная особенность брать численностью — войска стоят значительно дешевле в сравнении с США но не дешевле чем у GLA; GLA не имеет технологий и электричества, их главная особенность — мобильность. Они могут строить сеть подземных ходов — вход на базе, а выход в любой точке на карте, и это работает в обе стороны. Но чтобы построить выход, рабочий должен добежать до туда. Здания при уничтожении не разрушаются до конца, а остаются обломки с бункером. Через какое то время, это здание восстановится, если полностью не уничтожить обломки.
Важным геймплейным решением стало позволить игроку занимать пустые здания и создавать в этих зданиях оборону. Технику, которая строится на военном заводе, можно дополнить улучшить — боевым дроном, который может чинить свою технику (от которой создан), или спутник-шпион, который может обнаружить невидимые для США войска противника. Для GLA — после уничтожения вражеской техники, остаётся ящик с снабжением, подбирая его, юнит GLA получает модернизацию для техники, подбирая пехотой — получают немного денег. Каждая сторона имеет своего главного героя — у США это Полковник Бартон: имеет постоянную невидимость для всех, пока не будет обнаружен, умеет подрывать здания. У Китая это Чёрный Лотос: умеет захватывать вражеские здания, воровать деньги с Ресурсных центров (пункт приёма ресурсов), и выключать вражеских юнитов на малый срок. У GLA это Джамар Келл — он невидим, умеет убивать вражескую пехоту из снайперской винтовки и уничтожать техюнитов — водителей танков и любой другой наземной техники, которую после можно будет захватить пехотинцем.
В игре предусмотрена система повышений — за новый ранг, которых всего 5, даются очки опыта, за которые может открыть новое умение: мгновенно отремонтировать здания или юнитов, или специальным ударом нанести противнику существенный урон, или получить хорошую технику для быстрого наступления на противника. Для повышения ранга, необходимо набрать полную шкалу опыта, которая набирается за ведение интенсивных боёв с противником. В игре также предусмотрена система повышений для юнитов. Достигнув наивысшего звания, юниты смогут себя чинить (для техники) и лечить (для пехоты).
В игре присутствует многопользовательская игра с возможностью игры в кооперативе на восемь человек. На картах включён постоянно туман войны — врагов не видно, а союзники будут подсвечиваться.

## Сюжет
Сюжет разворачивается в 2020 году. Войска «Global Liberating Army» (GLA) (в переводе с англ. — «Глобальная армия освобождения» (ГАО)) на военном параде в Пекине устраивают террористический акт и крадут ядерную боеголовку, впоследствии взрывая её. Это послужило поводом для вторжения на территорию Китая. Китай, мобилизовав свои войска, вынужден дать отпор захватчикам, одновременно с этим GLA взрывает плотину «Три ущелья» в провинции Хубэй, а также Гонконгский центр конференций и выставок. Китай вытесняет войска GLA со своей территории, последние оседают на территориях Пакистана, Казахстана, Узбекистана и Афганистана, и проводят там дестабилизацию ситуации, захватывая ключевые стратегические объекты. В конечном счёте, GLA захватывает космодром Байконур и наносит удары по США и Европе ракетами с химическим веществом, отравляя всё вокруг. Из-за этого теракта США вступают в войну против сил GLA.
Штаты мобилизируют войска на Ближнем Востоке и перебрасывают их в Казахстан. В ходе боевых действий GLA попытались совершить контратаку, но США смогли отбросить последних обратно в их последний оплот в Акмолинской области. При поддержке Китая США разрушают последнюю базу GLA, положив конец их тираническому правлению.

## Разработка и выпуск
Разработка игры началась в 2001 году, параллельно с идущей разработкой Command & Conquer: Yuri’s Revenge. Тогда никто не знал каким делать проект, кто-то предлагал сделать онлайн проект в вселенной C&C, но это ни к чему не привело, и решили эту идею отложить на время. Из-за неожиданной инспекции руководителей EA в студию, разработчики туманно представляли будущее видение проекта, каким он будет, и на коленке была собрана демо-версия на движке игры Command & Conquer: Renegade — переработав его заранее из оригинального движка Westwood — W3D. Модели для демо-версии были взяты из Red Alert 2. Дон Матрик глава Electronic Arts в те года, остался под сильным впечатлением от демо-версии и сказал: «Так народ, скажите мне прямо сейчас, что на разработку этого у вас брошены все силы». С этого момента разработчикам было точно ясно, что новый проект будет в жанре RTS и во вселенной Command & Conquer, но какой она должна быть, ни кто так и не понимал, и команда ушла в раздумья. «Мы пришли к выводу, что игра должна стать, как я это называю, недостающим звеном между Red Alert и оригинальным Tiberian Down» — сказал Марк Скаггс. Вскоре он и продюсер игры Харвард Бонин, представили проект в головном офисе Electronic Arts, и проект был одобрен. Он получил финансирование в $10–12 млн долларов, и запланированную дату релиза на конец 2002 года.
Большинство наработок было заимствовано у Blizzard: от интерфейса Westwood решили отказаться, и сделать такой же как у Warcraft 3 — горизонтальный интерфейс, а один из художников сказал «горизонтальный интерфейс позволит выводить на экран больше информации». В игре была реализована идея укрепления в домах пехотой: «Мы хотим позволить различным юнитам укрепляться в зданиях и дать возможность игроку строить башни на крышах». Хозяйственно-экономическая модель была тоже позаимствована: в игре появляется бульдозер который может строить здания в любом месте на карте, но будет иметь маленькую скорость передвижения и лёгкую броню; на него же возложат обязанности по ремонту зданий.
C&C: Generals разрабатывалась на движке W3D, который после модификаций получил название SAGE. Изначально, в концепте игры были предусмотрены по три генерала за каждую стороны, со своими сильными сторонами: например, за США предоставлялся генерал с позывным «NATO tank» — где основной особенностью было производство танков с значительной экономией по финансам, а основным боевым танком предлагалось сделать танк «Леопард-2». Для Китая предлагалось ввести артиллерию, оборонительные сооружения или использовать хакерские атаки. Для GLA — прятаться в землю, применение биологического оружия или иные бонусы. Впоследствии некоторые из этих идей были переработаны и воплощены в аддоне Command & Conquer: Generals — Zero Hour.
Несмотря на готовый движок, и определённые место и события, с написанием сюжета были проблемы, и больше вопросов: Кто будет главными действующими лицами? Правильно ли составлен список врагов? Как-то Марк Скагс, руководитель и продюсер игры, заметил: «Мы обнаружили, что сильно углубляемся в политкорректность, вместо того, чтобы сделать игру интересной». До релиза оставался год, и весь этот период, разработчики потратили на написание сюжета, создание мультиплеера и внесения правок. Чтобы сосредоточиться на сюжете в миссиях, было решено отказаться от кат-сцен с живыми актёрами, а вместо них использовать кат-сцены созданные на движке игры. Разработчики пошли на встречу мододелам и официально разрешили использование модов, и вместе с выпуском игры вышел редактор карт.
Анонс игры состоялся 8 марта 2002 года, а выпуск игры был изначально запланирован на конец 2002 года. В июне того же года, на выставке E3 игра была представлена широкой публике. В конце года, было объявлено о переносе игры с декабря 2002 года на январь 2003. Выход игры на платформе Windows состоялся 10 февраля 2003 года для Северной Америки, и 14 февраля 2003 года для Европы. На территории России и СНГ издателем и локализатором выступила СофтКлаб.

## Саундтрек
Музыку для Command & Conquer: Generals написали Билл Браун и Микаэль Сандгрен. Всего в альбоме 21 трек который отражает дух каждой из стороны.
| №   | Название                | Длительность |
| --- | ----------------------- | ------------ |
| 1.  | «Generals Main Theme»   | 3:12         |
| 2.  | «Search and Destroy»    | 3:21         |
| 3.  | «Fight for Peace»       | 3:17         |
| 4.  | «In the Field»          | 3:10         |
| 5.  | «Makin' a Sweep»        | 3:15         |
| 6.  | «Mother of All Weapons» | 3:20         |
| 7.  | «Firestorm»             | 3:26         |
| 8.  | «Overlord Moving»       | 3:45         |
| 9.  | «Runaway Train»         | 3:15         |
| 10. | «The Dragon Awakes»     | 3:12         |
| 11. | «Red Army Rising»       | 3:05         |
| 12. | «The Middle Kingdom»    | 3:20         |
| 13. | «Dawn of Courage»       | 3:09         |
| 14. | «Uprising»              | 2:46         |
| 15. | «The Sacrifice»         | 3:12         |
| 16. | «One Path to Freedom»   | 3:33         |
| 17. | «Glory»                 | 3:22         |
| 18. | «Our Day Has Come»      | 3:39         |
| 19. | «Tides of Wrath»        | 3:19         |
| 20. | «Commanche Down»        | 3:11         |
| 21. | «Rescue Ops»            | 3:14         |

## Восприятие
| Сводный рейтинг       | Сводный рейтинг                         |
| Агрегатор             | Оценка                                  |
| --------------------- | --------------------------------------- |
| GameRankings          | 85,15 %                                 |
| Metacritic            | 84/100                                  |
| MobyRank              | 86/100                                  |
| Иноязычные издания    |                                         |
| Издание               | Оценка                                  |
| 1UP.com               | C+                                      |
| AllGame               | [ 21 ]                                  |
| CVG                   | 8,6 / 10                                |
| GameRevolution        | B                                       |
| GameSpot              | 8,9 / 10                                |
| GameSpy               | [ 25 ]                                  |
| GameZone              | 9,1/10                                  |
| IGN                   | 9,3 / 10                                |
| Русскоязычные издания |                                         |
| Издание               | Оценка                                  |
| Absolute Games        | 80 %                                    |
| Game.EXE              | [ 8 ]                                   |
| Gameplay              | [ 29 ]                                  |
| PlayGround.ru         | 9,0 / 10                                |
| «Домашний ПК»         | [ 31 ]                                  |
| «Игромания»           | 9,5/10                                  |
| «НИМ»                 | 7,4/10                                  |
| «Страна игр»          | 7,0/10                                  |
| Награды               |                                         |
| Издание               | Награда                                 |
| Домашний ПК           | Лучшая стратегия реального времени 2003 |
| Игромания             | Лучшая стратегия» (2003)                |

Игра получила в целом положительные отзывы от критиков на Metacritic на основе 34 рецензий с суммарной оценкой в 84/100 балла. Большинство рецензентов положительно оценили графику, визуальные эффекты, и геймплей, а также раскритиковали одиночную кампанию, из-за отсутствия чёткого понимания, кто злодей, что происходит и отсутствия видео-вставок как в прошлых частях серии.
1UP.com в своей рецензии похвалил игру за разнообразие юнитов, посчитав их уникальными за каждую из сторон, и имеют свои преимущества. Похвалили и мультиплеер, несмотря на то, что даже после первой сетевой игры, игроку захочется играть вновь, используя уже другие тактики и стратегии. Раскритиковали игру из-за плохого количества нововведений: назвав это «наслаждением разработчиков своей родословной», ссылаясь на то, что разработчики продолжают наследие франшизы, и ничего нового не внесли в жанр; короткую кампанию, где всё сводится в противостоянии США и Китая против GLA: несмотря на баланс между фракциями, GLA являются слабыми, Китай средней, а «нормальной» фракцией остаётся США, где всё напоминает клише — «Большой американец надирает задницу», клише, которое устарело и не актуально.
Бен Сильверман из GameRevolution также подверг критике кампанию, назвав её линейной, и не запоминающейся. Похвалил он новый движок, заявив, что игра кажется красивой, но в то же время очень требовательной для ПК. Похвалил он и игровой процесс, из-за небольшой медлительности, по сравнению с другими играми серии, но назвал его правильным, так как это делает игру более стратегической.
Грег Красавин в обзоре для GameSpot раскритиковал одиночную кампанию, заметив что в ней нет никакого связующего элемента, и была немного вдохновлена фильмами «Скала» и «Падение Чёрного ястреба», которые привнесли существенные изменения во внешний вид игры и геймплей, но общую картину сюжета эти изменения не поменяли. Положительно оценены элементы из старых игр серии — большие танки с двойными стволами, огнемёты, ядерное оружие. Оценил и интерфейс с нововведениями заимствованные из WarCraft: «Все эти разумные решения, которые делают Command & Conquer: Generals более стратегической игрой, и более интересной, но всё же эти изменения странно видеть».
Ден Адамс из IGN, в отличие от своих коллег, наоборот похвалил кампанию, заявив, что она неоднородная, и одна миссия может быть лёгкой, а другая тяжёлой. Раскритиковал он ИИ собственного войска — в то время, пока противник начинает атаковать базу, юниты не реагировали на это, пока им не отдашь прямой приказ. Он похвалил качество графики, отметив, что текстуры юнитов, зданий и ландшафта детализированы и красочны. Положительно оценил и визуальные эффекты — дым от ракет, поваленные деревья от техники или взрывов. В заключение он сказал: «Это фантастическое продолжение серии Command & Conquer».
Владимир Веселов в обзоре для НИМ отметил значительное сходство с игрой Warcraft III — почти одинаковый интерфейс, специальные юниты для строительства. Подверг критике кампанию, так как он не понимал, что происходит. Он сравнил кампанию с серией кампаний в C&C — и пришёл к выводу, что слабая кампания повлияла на отмену кинематографических вставок между миссиями, для связки сюжет, или разработчики решили отказаться от вставок, из-за плохо продуманного сюжета. Похвалил графический движок — из-за новой 3D-графики, отбрасывания теней, разрушения местности, но и высказал недостаток — нет терраформинга.
В обзоре от Game.EXE Олег Хажинский положительно отметил графику игры, сказав, что картинка на экране дышит полной грудью, хорошая проработка теней, физики, всё кажется живым. Похвалил и геймплей, особенно разделение наций не только по цветам, но и по технологическим составляющим. Антон Логвинов в обзоре для Игромании похвалил движок игры, отметив, что это лучшее что могло быть. Отметил и озвучку игры, где каждый юнит может выдать смешную фразу. Положительно отметил и музыкальное сопровождение, написанное Биллом Брауном.

### Цензура
После выхода, игра подверглась цензуре в двух странах: Китае и Германии. Игра была запрещена к продаже на материковом Китае, из-за плохого изображения китайского военного и взрыва Тяньаньмэнь, украденной ядерной бомбы, уничтожения Гонконгского центра конференций и выставок, а также взрыва плотины «Три ущелья».
В Германии изначально игра была выпущена под мировым названием Command & Conquer: Generals, но спустя некоторое время, Федеральное управление по СМИ запретило выпуск игры, а также продажу и маркетинг, из-за популяризации войны и возможности убийства мирных жителей в игре. EA в середине 2003 года выпустила специальное издание для Германии, получившее название Command & Conquer: Generäle, где изменила все названия реальных фракций на вымышленные, а также поменяла названия всех юнитов и способностей.

## Продолжение
В июле 2003 года было представлено дополнение к игре под названием Command & Conquer: Generals — Zero Hour. Игра продолжает оригинальную Command & Conquer: Generals, предоставляет новую кампанию, а также новый режим «Generals Challenge Mode» (с англ. — «Вызов Генералов»).